# Massif de Vologne
Massif de Vologne este o arie protejată (sit de importanță comunitară — SCI) din Franța întinsă pe o suprafață de 598 ha, integral pe uscat.

## Localizare
Centrul sitului Massif de Vologne este situat la coordonatele 48°06′22″N 6°50′27″E / 48.10611°N 6.84083°E.

## Înființare
Situl Massif de Vologne a fost declarat arie specială de conservare în baza directivei 92/43 din 1992 referitoare la conservarea habitatelor naturale și a faunei și florei sălbatice pentru a proteja 1 specie de animale.

## Biodiversitate
Situată în ecoregiunea continentală, aria protejată conține 8 habitate naturale: Păduri de fag Luzulo-Fagetum, Mlaștini împădurite, Mlaștini turboase de tranziție și turbării mișcătoare, Grohotișuri silicioase de la nivelul montan până la nivelul zăpezii (Androsacetalia alpinae și Galeopsietalia ladani), Păduri pe pante, grohotișuri și ravene de Tilio-Acerion, Păduri acidofile de Picea de la nivel montan la nivel alpin (Vaccinio-Piceetea), Păduri de fag Asperulo-Fagetum, Turbării active.
La baza desemnării sitului se află o specie protejată de  mamifere: râs eurasiatic (Lynx lynx).
Pe lângă speciile protejate, pe teritoriul sitului au mai fost identificate 7 specii de plante, 4 specii de păsări, 1 specie de mamifere.